# A Salty Dog
A Salty Dog je třetí studiové album anglické skupiny Procol Harum. Vydáno bylo v červnu roku 1969 a jeho producentem byl Matthew Fisher. V hitparádě UK Albums Chart se umístilo na sedmadvacáté příčce. Jde o poslední album kapely nahrané s původním baskytaristou Davidem Knightsem. Nedlouho po vydání alba z kapely odešel také Fisher, který se však později vrátil a nahrál se skupinou další dvě alba.

## Seznam skladeb
1. „A Salty Dog“ (Gary Brooker, Keith Reid) – 4:41
2. „The Milk of Human Kindness“ (Brooker, Reid) – 3:47
3. „Too Much Between Us“ (Brooker, Robin Trower, Reid) – 3:45
4. „The Devil Came from Kansas"“ (Brooker, Reid) – 4:38
5. „Boredom“ (Matthew Fisher, Brooker, Reid) – 4:34
6. „Juicy John Pink“ (Trower, Reid) – 2:08
7. „Wreck of the Hesperus“ (Fisher, Reid) – 3:49
8. „All This and More“ (Brooker, Reid) – 3:52
9. „Crucifiction Lane“ (Trower, Reid) – 5:03
10. „Pilgrim's Progress“ (Fisher, Reid) – 4:32

## Obsazení
- Gary Brooker – zpěv, klavír, celesta, kytara, zvony, harmonika, zobcová flétna
- Robin Trower – kytara, zpěv, tamburína
- Matthew Fisher – varhany, zpěv, marimba, kytara, klavír, zobcová flétna
- David Knights – baskytara
- B. J. Wilson – bicí, konga, tabla
- Kellogs – píšťalka